# 藤田義郎
藤田義郎（ふじた よしろう，1922年—1997年12月4日），日本新聞記者、評論家。出身於東京都。
藤田歷任產經新聞的政治部次長、論說委員，也同時擔任富士電視台系列節目的評論員。1967年曾經以無黨派身份眾議院大選，不過最終落選。作為一名政治部記者，他在1974年的椎名裁定中起著十分重要的作用，並且幫助椎名悅三郎起草了裁定文件。
藤田的政治立場傾向於親台以及蔣中正政權，也曾經撰文論述過台灣在二戰後理應以「台灣」之名獨立，但是因為時局所致而以中華民國之名存在。他是大眾傳播總會研究所的主持人，致力於日台民間交流。1989年獲得紫色大綬景星勳章，1992年獲頒國際傳播獎章。

## 著作
- 《椎名裁定》　產經新聞出版